# Intel SHA extensions
Набор расширения SHA Intel - это набор расширений архитектуры набора команд, который поддерживает аппаратное ускорение семейства алгоритмой Secure Hash Algorithm(Безопасный алгоритм хеширования, SHA). Он был представлен в 2013 году.
Первоначальные расширения на основе SSE добавили четыре инструкции поддерживающие SHA-1 и три инструкции для SHA-256. Версии на AVX-основе также доступны с V префиксом.

## x86 Процессоры
Intel
Процессоры Intel, поддерживающие набор SHA-инструкций:
•Процессоры Intel Goldmont (и более новые процессоры микроархитектуры Atom)
•Процессоры Intel Ice lake
•Процессоры Intel Rocket lake
Процессоры Intel которые будут поддерживать новый набор инструкций SHA-512:
•Процессоры Intel Arrow lake и Lunar lake
AMD
Процессоры AMD, которые поддерживают набор SHA-инструкций:
Процессоры AMD Zen (и новее).